# Agricultural Oval
L'Agricultural Oval était un stade de rugby à XIII situé à Sydney dans l'État du Nouvelle-Galles du Sud en Australie. Sa capacité était de 40 000 places.